# Bill Condon
William "Bill" Condon (født 22. oktober 1955) er en amerikansk filminstruktør og manuskriptforfatter. Han er bedst kendt for filmene Gods and Monsters, Chicago, Kinsey, Dreamgirls og de sidste to film i Twilight-filmserien; The Twilight Saga: Breaking Dawn - Part 1 og del to.

## Udvalgt filmografi
| År   | Titel                                     | Note(r)                                                  |
| ---- | ----------------------------------------- | -------------------------------------------------------- |
| 1995 | Candyman II                               |                                                          |
| 1998 | Gods and Monsters                         | Også forfatter, modtog en Oscar for bedste filmatisering |
| 2000 | The Others                                | Tv-serie (1 afsnit)                                      |
| 2002 | Chicago                                   | Forfatter                                                |
| 2004 | Kinsey                                    | Også forfatter                                           |
| 2006 | Dreamgirls                                | Også forfatter                                           |
| 2010 | The Big C                                 | Tv-serie (2 afsnit)                                      |
| 2011 | The Twilight Saga: Breaking Dawn - Part 1 |                                                          |
| 2012 | The Twilight Saga: Breaking Dawn - Part 2 |                                                          |
| 2013 | The Fifth Estate                          |                                                          |
| 2015 | Mr. Holmes                                |                                                          |
| 2017 | Skønheden og udyret                       |                                                          |